# Presidenti dell'Honduras
I presidenti dell'Honduras si sono succeduti a partire dal 1839, allorché fu raggiunta l'indipendenza dalle Province Unite dell'America Centrale.

## Lista

### Periodo 1839-1982
| Presidente                                                  | Presidente                            | Partito              | Inizio            | Fine              |
| ----------------------------------------------------------- | ------------------------------------- | -------------------- | ----------------- | ----------------- |
|                                                             | Juan Francisco de Molina (ad interim) | Partito Liberale     | 11 gennaio 1839   | 13 aprile 1839    |
|                                                             | Felipe Neri Medina (ad interim)       | Partito Liberale     | 13 aprile 1839    | 15 aprile 1839    |
|                                                             | Juan José Alvarado (ad interim)       | Indipendente         | 15 aprile 1839    | 27 aprile 1839    |
|                                                             | José María Guerrero (ad interim)      | Partito Conservatore | 27 aprile 1839    | 10 agosto 1839    |
|                                                             | Mariano Garrigó (ad interim)          | Indipendente         | 10 agosto 1839    | 20 agosto 1839    |
|                                                             | José María Bustillo (ad interim)      | Partito Conservatore | 20 agosto 1839    | 27 agosto 1839    |
| Consiglio dei ministri (dal 27 agosto al 21 settembre 1839) |                                       |                      |                   |                   |
|                                                             | Francisco Zelaya y Ayes (ad interim)  | Partito Conservatore | 21 settembre 1839 | 1º gennaio 1841   |
|                                                             | Francisco Ferrera                     | Partito Conservatore | 1º gennaio 1841   | 31 dicembre 1842  |
| Consiglio dei ministri (dal 1º gennaio al 23 febbraio 1843) |                                       |                      |                   |                   |
|                                                             | Francisco Ferrera                     | Partito Conservatore | 23 febbraio 1843  | 31 dicembre 1844  |
| Consiglio dei ministri (dal 1º all'8 gennaio 1845)          |                                       |                      |                   |                   |
|                                                             | Coronado Chávez                       | Partito Conservatore | 8 gennaio 1845    | 1º gennaio 1847   |
| Consiglio dei ministri (dal 1º gennaio al 12 febbraio 1847) |                                       |                      |                   |                   |
|                                                             | Juan Lindo                            | Partito Conservatore | 12 febbraio 1847  | 1º febbraio 1852  |
|                                                             | Francisco Gómez (ad interim)          | Partito Liberale     | 1º febbraio 1852  | 1º marzo 1852     |
|                                                             | Trinidad Cabañas                      | Partito Liberale     | 1º marzo 1852     | 18 ottobre 1855   |
|                                                             | José Santiago Bueso (ad interim)      | Partito Liberale     | 18 ottobre 1855   | 8 novembre 1855   |
|                                                             | Francisco de Aguilar (ad interim)     | Partito Liberale     | 8 novembre 1855   | 17 febbraio 1856  |
|                                                             | José Santos Guardiola                 | Partito Conservatore | 17 febbraio 1856  | 11 gennaio 1862   |
|                                                             | José Francisco Montes (ad interim)    | Partito Liberale     | 11 gennaio 1862   | 4 febbraio 1862   |
|                                                             | Victoriano Castellanos (ad interim)   | Partito Liberale     | 4 febbraio 1862   | 11 dicembre 1862  |
|                                                             | José Francisco Montes (ad interim)    | Partito Liberale     | 11 dicembre 1862  | 7 settembre 1863  |
|                                                             | José María Medina (ad interim)        | Partito Conservatore | 7 settembre 1863  | 31 dicembre 1863  |
|                                                             | Francisco Inestroza (ad interim)      | Partito Conservatore | 31 dicembre 1863  | 15 marzo 1864     |
|                                                             | José María Medina                     | Partito Conservatore | 15 marzo 1864     | 26 luglio 1872    |
|                                                             | Céleo Arias (provvisorio)             | Partito Liberale     | 26 luglio 1872    | 13 gennaio 1874   |
|                                                             | Ponciano Leiva                        | Partito Conservatore | 13 gennaio 1874   | 8 giugno 1876     |
|                                                             | Marcelino Mejía (provvisorio)         | Partito Conservatore | 8 giugno 1876     | 13 giugno 1876    |
|                                                             | Crescencio Gómez (provvisorio)        | Partito Conservatore | 13 giugno 1876    | 12 agosto 1876    |
|                                                             | José María Medina (provvisorio)       | Partito Conservatore | 12 agosto 1876    | 27 agosto 1876    |
|                                                             | Marco Aurelio Soto                    | Partito Liberale     | 27 agosto 1876    | 19 ottobre 1883   |
| Consiglio dei ministri (dal 19 ottobre al 30 novembre 1883) |                                       |                      |                   |                   |
|                                                             | Luis Bográn                           | Partito Conservatore | 30 novembre 1883  | 30 novembre 1891  |
|                                                             | Ponciano Leiva                        | Partito Conservatore | 30 novembre 1891  | 7 agosto 1893     |
|                                                             | Domingo Vásquez                       | Partito Conservatore | 7 agosto 1893     | 22 febbraio 1894  |
|                                                             | Policarpo Bonilla                     | Partito Liberale     | 22 febbraio 1894  | 1º febbraio 1899  |
|                                                             | Terencio Sierra                       | Partito Liberale     | 1º febbraio 1899  | 1º febbraio 1903  |
|                                                             | Juan Ángel Arias                      | Partito Liberale     | 1º febbraio 1903  | 13 aprile 1903    |
|                                                             | Manuel Bonilla                        | Partito Nazionale    | 13 aprile 1903    | 25 febbraio 1907  |
|                                                             | Miguel Oquelí Bustillo                | Partito Liberale     | 25 febbraio 1907  | 18 aprile 1907    |
|                                                             | Miguel R. Dávila                      | Partito Nazionale    | 18 aprile 1907    | 28 marzo 1911     |
|                                                             | Francisco Bertrand (ad interim)       | Partito Nazionale    | 28 marzo 1911     | 1º febbraio 1912  |
|                                                             | Manuel Bonilla                        | Partito Nazionale    | 1º febbraio 1912  | 21 marzo 1913     |
|                                                             | Francisco Bertrand                    | Partito Nazionale    | 21 marzo 1913     | 9 settembre 1919  |
|                                                             | Salvador Aguirre (ad interim)         | Partito Nazionale    | 9 settembre 1919  | 16 settembre 1919 |
|                                                             | Vicente Mejía Colindres (ad interim)  | Partito Liberale     | 16 settembre 1919 | 5 ottobre 1919    |
|                                                             | Francisco Bográn (ad interim)         | Partito Liberale     | 5 ottobre 1919    | 1º febbraio 1920  |
|                                                             | Rafael López Gutiérrez                | Partito Liberale     | 1º febbraio 1920  | 10 marzo 1924     |
|                                                             | Francisco Bueso                       | Partito Liberale     | 10 marzo 1924     | 27 aprile 1924    |
|                                                             | Tiburcio Carías Andino                | Partito Nazionale    | 27 aprile 1924    | 30 aprile 1924    |
|                                                             | Vicente Tosta (provvisorio)           | Partito Liberale     | 30 aprile 1924    | 1º febbraio 1925  |
|                                                             | Miguel Paz Barahona                   | Partito Nazionale    | 1º febbraio 1925  | 1º febbraio 1929  |
|                                                             | Vicente Mejía Colindres               | Partito Liberale     | 1º febbraio 1929  | 1º febbraio 1933  |
|                                                             | Tiburcio Carías Andino                | Partito Nazionale    | 1º febbraio 1933  | 1º gennaio 1949   |
|                                                             | Juan Manuel Gálvez                    | Partito Nazionale    | 1º gennaio 1949   | 5 dicembre 1954   |
|                                                             | Julio Lozano Díaz                     | Partito Nazionale    | 5 dicembre 1954   | 21 ottobre 1956   |
| Giunta militare (dal 21 ottobre 1956 al 21 dicembre 1957)   |                                       |                      |                   |                   |
|                                                             | Ramón Villeda Morales                 | Partito Liberale     | 21 dicembre 1957  | 3 ottobre 1963    |
|                                                             | Oswaldo López Arellano                | Militare             | 3 ottobre 1963    | 7 giugno 1971     |
|                                                             | Ramón Ernesto Cruz Uclés              | Partito Nazionale    | 7 giugno 1971     | 4 dicembre 1972   |
|                                                             | Oswaldo López Arellano                | Militare             | 4 dicembre 1972   | 22 aprile 1975    |
|                                                             | Juan Alberto Melgar Castro            | Militare             | 22 aprile 1975    | 7 agosto 1978     |
|                                                             | Policarpo Paz García (provvisorio)    | Militare             | 7 agosto 1978     | 27 gennaio 1982   |

### Dal 1982 ad oggi
Nel 1982 entra in vigore la Nuova costituzione democratica.
| Presidente | Presidente | Presidente               | Partito                | Elezione       | Inizio          | Fine            |
| ---------- | ---------- | ------------------------ | ---------------------- | -------------- | --------------- | --------------- |
|            |            | Roberto Suazo Córdova    | Partito Liberale       | 1981           | 27 gennaio 1982 | 27 gennaio 1986 |
|            |            | José Azcona del Hoyo     | Partito Liberale       | 1985           | 27 gennaio 1986 | 27 gennaio 1990 |
|            |            | Rafael Leonardo Callejas | Partito Nazionale      | 1989           | 27 gennaio 1990 | 27 gennaio 1994 |
|            |            | Carlos Roberto Reina     | Partito Liberale       | 1993           | 27 gennaio 1994 | 27 gennaio 1998 |
|            |            | Carlos Roberto Flores    | Partito Liberale       | 1997           | 27 gennaio 1998 | 27 gennaio 2002 |
|            |            | Ricardo Maduro           | Partito Nazionale      | 2001           | 27 gennaio 2002 | 27 gennaio 2006 |
|            |            | Manuel Zelaya            | Partito Liberale       | 2005           | 27 gennaio 2006 | 28 giugno 2009  |
|            |            | Roberto Micheletti       | Partito Liberale       | colpo di Stato | 28 giugno 2009  | 27 gennaio 2010 |
|            |            | Porfirio Lobo            | Partito Nazionale      | 2009           | 27 gennaio 2010 | 27 gennaio 2014 |
|            |            | Juan Orlando Hernández   | Partito Nazionale      | 2013, 2017     | 27 gennaio 2014 | 27 gennaio 2022 |
|            |            | Xiomara Castro           | Libertà e Rifondazione | 2021           | 27 gennaio 2022 | in carica       |